# Disparues de l'A6
Pour les articles homonymes, voir Les Disparues (homonymie).
Les disparues de l'A6 est un ensemble d'affaires criminelles et de dossiers judiciaires, dont les onze victimes sont des adolescentes ou jeunes femmes, et qui ont eu lieu dans un rayon de 200 kilomètres aux abords de l'autoroute A6 dans un triangle délimité par Mâcon, Chalon-sur-Saône et Montceau-les-Mines. Surnommé le « triangle de la peur », entre 1984 et 2005, il faisait envisager l'existence d'un ou plusieurs tueurs en série sévissant sur ce secteur.

## Les victimes
Toutes les victimes étaient jeunes, âgées de 13 à 23 ans. Elles ont toutes disparu de façon brutale entre 1984 et 2005 sans donner d'explication, dans le périmètre restreint de la Saône-et-Loire, dans un rayon de 200 kilomètres le long de l'autoroute A6 dans une sorte de « triangle de la peur » entre Mâcon, Chalon-sur-Saône et Montceau-les-Mines. Des morts non élucidées pour la plupart, regroupées sous le nom des « disparues de l'A6 ».  
L'association « Christelle » regroupe certaines de ces familles de victimes. Elle compte en 2011 onze familles membres de droit. Entre le 22 août 1984 et le 2 avril 2005, une vingtaine de dossiers des « disparues de l'A6 » connaît de nombreux rebondissements, l'enquête policière ayant pu élucider certains meurtres mais hésitant pour les autres à y voir des coïncidences ou les actes d'un ou de plusieurs meurtriers ou tueurs en série.
Les deux premières disparues, le 22 août 1984 du côté de Mâcon, sont Marie-Agnès Cordonnier et Françoise Bruyère, deux belges originaires de la province de Liège,,. Elles n'ont jamais été retrouvées.
La troisième disparue, le 14 novembre 1986 dans la Dheune, est Sylvie Aubert, 22 ans. Elle est retrouvée étranglée, ses poignets entravés par du fil de fer.
La quatrième disparue, le 18 décembre 1986, est Christelle Maillery, morte en décembre 1986. En 1990, le juge d'instruction rend une ordonnance de non-lieu et les pièces à conviction de l'affaire sont toutes détruites par le Tribunal de grande instance de Chalon-sur-Saône. Selon Le Nouvel Observateur les pièces à conviction de l'affaire, notamment « les vêtements de la victime, ses bijoux, le couteau retrouvé à 200 mètres du lieu du crime », sont détruites par le service des scellés du tribunal de grande instance de Chalon-sur-Saône. Il faudra attendre 2003 et l'enquête menée par un détective privé travaillant pour l'Association d'aide aux familles victimes d'agression criminelle, qui avait recueilli le témoignage de l'ancien petit copain de Christelle pour relancer l'affaire. Celui-ci avait affirmé qu'après le meurtre, Jean-Pierre Mura lui avait proposé de le dédommager de 2000 francs pour la mort de la jeune fille. Le petit copain en question n'avait pas cru bon de signaler cet élément. L'information judiciaire est rouverte en 2005. Jean-Pierre Mura, 44 ans, est arrêté par les policiers et entendu. Chez lui, des dizaines de couteaux sont retrouvés. Les lames sont comparées à celles du couteau de la scène de crime, détruit, mais pris en photo par les enquêteurs. « Les lames saisies et celle prise en photo ont été aiguisées par la même meule et par la ou les mêmes personnes ». L’expertise s’appuie sur « quatre points communs de stigmates d’affûtage » laissées par la meule, comme en balistique lorsque les experts comparent les traces laissées sur la balle par le canon d’un fusil. Ces éléments, ainsi que d’autres témoignages, permettent au juge de mettre en examen le suspect pour « homicide volontaire » le 15 décembre 2011 et placé en détention provisoire à la prison de Varennes-le-Grand (Saône-et-Loire). Avant son arrestation par les enquêteurs de la police judiciaire de Dijon, il était interné en hôpital psychiatrique près de Chalon-sur-Saône. A la demande d'un de ses proches et sur avis médical, il avait été hospitalisé d'office par arrêté préfectoral au centre hospitalier de Sevrey. En décembre 1986, ce Creusotin d'origine, ouvrier métallier et jeune adulte de 19 ans, est déjà père d'une petite fille. Il traînait dans le quartier des Charmilles, à proximité de la cité HLM où Christelle résidait. Il a été impliqué adolescent dans des cambriolages de caves dans cette même résidence. Ce dernier était connu comme consommateur de drogues dont l'alcool,,,. Jean-Pierre Mura est condamné en appel à Dijon à une peine de vingt ans de réclusion criminelle, comme en première instance un an auparavant devant les assises de Chalon-sur-Saône. Le jury de la cour a également considéré que son discernement était altéré au moment des faits par les prémices de sa schizophrénie.
Les cinquième et sixième victimes sont deux jeunes filles disparues durant l'été 1987. Marthe Buisson, une fugueuse de 16 ans , est retrouvée sur une bande d'arrêt d'urgence de l'autoroute A6, le crâne fracassé. Plusieurs témoins affirment qu'elle aurait été jetée d'une «grosse voiture claire». Quelques semaines plus tard, Nathalie Maire, 18 ans, entendue par les gendarmes dans cette affaire, est tuée elle aussi. Employée durant l'été dans une friterie sur l'aire d'autoroute de Saint-Albain, elle a été battue à coups de manche à balai et étranglée avec la rallonge électrique de la cabane à frites,.
La septième disparue est Carole Soltysiak, 13 ans. Des chasseurs découvrent son corps nu et partiellement brûlé dans un bois près de Montceau-les-Mines. D'après La Gazette de Côte-d'Or, « quatre coups de poignard ont été portés au thorax. Des traces de strangulation sont relevées ». Les examens attestent que la fillette était saoule avant de subir des violences sexuelles. Le sperme isolé par les enquêteurs a la particularité de ne contenir aucun spermatozoïde. L'ADN qui en est extrait est comparé négativement à celui de Francis Heaulme et de deux autres hommes qui avaient reconnu être présents sur les lieux,. En 2024, un homme de 62 ans a été écroué pour cette affaire.
La huitième disparue, le 28 décembre 1996, est Christelle Blétry, 20 ans. Son corps est retrouvé dans un fossé, elle a été tuée de 123 coups de couteau.
La neuvième victime est Virginie Bluzet, disparue en février 1997, quelques mois après Christelle Blétry. Le corps de la jeune Beaunoise de 21 ans est retrouvé le 17 mars 1997 en bord de Saône, à Verdun-sur-le-Doubs, après cinq semaines passées dans l'eau. Elle a été menottée, bâillonnée et sa tête recouverte d'une taie d'oreiller. Des scellés non exploités jusqu'alors, permettent de relancer l'enquête en février 2010. Les gendarmes de la section de recherches de Dijon avaient conduit à la mise en cause du petit ami mais le juge avait conclu le 6 novembre 2002 à un non-lieu pour défaut de preuves. « Une tache de sang a été retrouvée dans le bâillon et malgré toutes ces années, on sait désormais que l’on peut retrouver des éléments probants, je croise les doigts » déclare Michel Bluzet, le père de Virginie,,.
En 1999, c'est du côté de Mâcon, également dans la Saône, qu'est retrouvé le corps de Vanessa Thiellon, 17 ans, apprentie cuisinière. Vanessa est retrouvée nue, couverte d'ecchymoses, sans qu'on ne puisse déterminer les causes de sa mort. Son petit ami sera mis en examen pour homicide involontaire dans la foulée, l'étant toujours depuis, sans que la situation n'ait évolué.
Le 19 mars 2005, après un gala de danse à Mâcon, Anne-Sophie Girollet, 20 ans, étudiante en troisième année de médecine à Lyon, disparaît. Son corps flottant dans la Saône est repêché le 2 avril près d'un pont de Mâcon. D'après les médecins légistes, elle a subi des violences sexuelles, avant d'être étranglée et est morte par suffocation à la suite des coups reçus au thorax. Jacky Martin est interpellé sept ans après les faits après de nouvelles expertises sur les traces génétiques prélevées dans sa voiture, une Peugeot 405 immatriculée dans le Rhône, également repêchée dans la rivière. L’homme, inscrit au Fichier national automatisé des empreintes génétiques (FNAEG) pour divers vols, recels de voiture et violences, est condamné à Chalon-sur-Saône à trente ans de réclusion criminelle assortie d’une peine de sûreté de vingt ans pour la séquestration et le meurtre d'Anne-Sophie Girollet et fait appel,,,,.

## Condamnations
Jean-Pierre Mura est condamné en 2015 à une peine de vingt ans de réclusion criminelle par la cour d'assises de Dijon pour le meurtre de Christelle Maillery, condamnation confirmée en appel.
Jacky Martin est condamné à la réclusion criminelle à perpétuité avec une période de sûreté de vingt-deux ans par la cour d'assises du Rhône pour l'assassinat d'Anne-Sophie Girollet, condamnation confirmée en appel.
Pascal Jardin est condamné le 2 février 2017 à 20 ans de réclusion criminelle pour le viol puis le meurtre de Christelle Blétry, condamnation confirmée en appel l'année suivante,.
En 2022, ce dossier est repris par le pôle judiciaire dédié aux affaires criminelles non élucidées de Nanterre.

### Articles de presse
- Thomas Juchors, « Cold cases de Saône-et-Loire : dix récits pour dix affaires », Le Journal de Saône-et-Loire,‎ 1er mars 2023 (lire en ligne)
- Jean-Marc Ducos, « L'énigme des disparues de l'A6 », Le Parisien,‎ 23 janvier 2017 (lire en ligne).

### Documentaires télévisés
- « Affaire Christelle Blétry » le 31 mars 2009 dans Non élucidé sur France 2.
- « Les meurtres inexpliqués de Saône-et-Loire » en 2012 dans l'émission Présumé Innocent présenté par Adrienne de Malleray sur Direct 8.
- « Spécial "Les disparues de l'A6" » le 9 février 2015 et « en direct L'appel des familles - Les disparues de l'A6 » le 28 septembre 2015 dans Crimes sur NRJ 12.
- « Les disparues de l'A6 » dans Devoir d'enquête sur la Une (RTBF).
- « Les oubliées de l'A6 » dans Les dossiers Karl Zéro sur RMC Découverte.
- « Le combat de Marie-Rose » dans Faites entrer l’accusé le 18 octobre 2020 sur RMC Story.
- « Affaire Virginie Bluzet » le 6 mars 2021 dans Au bout de l'enquête, la fin du crime parfait ? sur France 2.

### Émissions radiophoniques
- « Les disparues de l'A6 » le 18 septembre 2014 dans L'Heure du crime de Jacques Pradel sur RTL.
- Fabrice Drouelle, « L’Affaire Christelle Blétry ou les "disparues de l'A6" », émission de 55 min [], sur France Inter, Affaires sensibles, 2 novembre 2021 (consulté le 3 mars 2022).